# یوکو ناراهاشی
یوکو ناراهاشی (انگلیسی: Yoko Narahashi؛ زادهٔ ۱۷ ژوئن ۱۹۴۷) تهیه‌کننده فیلم، ترانه‌سرا، و ترانه‌پرداز اهل ژاپن است.
از فیلم‌ها یا برنامه‌های تلویزیونی که وی در آن نقش داشته‌است می‌توان به خاطرات یک گیشا اشاره کرد.